# كريب 2 (فلم)
كريب 2 (بالإنجليزية: Creep 2) هو فيلم رعب تم انتاجه في الولايات المتحدة وصدر سنة 2017 من بطولة مارك دوبلاس، باتريك كاك برايس وديزيريه أخافان وهو الجزء الثاني من سلسلة أفلام كريب.

## القصة
فنانة فيديو تدعى «سارة» يقودها عملها إلى منزل نائي وبعيد في الغابة لتقابل رجل يدعى بأنه قاتل خطير، توافق سارة على قضاء يوم مع هذا الرجل ولكنه تكتشف فيما بعد أنها ارتكبت خطأ كبيراً حين وافقت على قضاء ليلة معه.

## وصلات خارجية
- مقالات تستعمل روابط فنية بلا صلة مع ويكي بيانات

- كريب 2 على IMDb
- كريب 2 على Rotten Tomatos
- كريب 2 على Metacritic